# Lijst van regisseurs van Frasier
Frasier, een Amerikaanse sitcom, heeft in zijn elf jaar lange bestaan verscheidene regisseurs gehad. Eén lid van de hoofdcast heeft ook afleveringen geregisseerd, namelijk Kelsey Grammer.
Dit is een lijst van Frasier regisseurs.

## Hoofdregisseurs
- David Lee (41 afleveringen)
- Kelsey Grammer (38 afleveringen)
- Pamela Fryman (33 afleveringen)
- James Burrows (32 afleveringen)

## Belangrijke andere regisseurs
- Sheldon Epps (22 afleveringen)
- Philip Charles MacKenzie (21 afleveringen)
- Jeffrey Melman (19 afleveringen)
- Katy Garretson (11 afleveringen)

## Overige regisseurs
- Scott Ellis (9 afleveringen)
- Andy Ackerman (8 afleveringen)
- Wil Shriner (8 afleveringen)
- Robert H. Egan (5 afleveringen)
- Jerry Zaks (4 afleveringen)
- Rick Beren (2 afleveringen)
- Gordon Hunt (2 afleveringen)
- Cynthia J. Popp (2 afleveringen)